# Potoceanî, Berejanî
Potoceanî (în ucraineană Поточани) este un sat în comuna Rekșîn din raionul Berejanî, regiunea Ternopil, Ucraina.

## Demografie
Componența lingvistică a localității Potoceanî
     Ucraineană (100%)
Conform recensământului din 2001, toată populația localității Potoceanî era vorbitoare de ucraineană (100%).